# Balade Mentale
Balade Mentale est une chaîne Youtube française de vulgarisation scientifique créée en 2015 par Théo Drieu et Kévin Fauvre.

## Histoire de la chaîne

### Création
Théo Drieu et Kévin Fauvre se sont rencontrés à la Rotonde, le centre de culture scientifique de l’école des Mines de Saint-Étienne, où ils travaillent alors comme médiateurs scientifiques. Ils lancent ensemble en septembre 2015 la chaîne Youtube Balade Mentale, dont l’objectif est de rendre la science accessible au plus grand nombre, en l’abordant de façon ludique et décalée.
Les premières vidéos de la chaîne sont réalisées avec du matériel prêté par la Rotonde. Ses créateurs remportent ensuite un bon d’achat au concours Youtube Nextup qui leur permet d’acquérir leur propre matériel. Théo Drieu écrit alors la majorité des scripts, tandis que Kévin Fauvre s’occupe du montage. À partir de 2018, Kévin Fauvre n’apparaît plus dans les épisodes et Théo Drieu porte dès lors seul le projet.

### Audience et nombre d’abonnés
La première vidéo est publiée le 29 septembre 2015, et la chaîne dépasse les 10 000 abonnés en 2016. Elle compte ensuite plus de 200 000 abonnés en mai 2019, 400 000 abonnés en juillet 2020 et atteint plus de 840 000 abonnés en mars 2023. Le 1er octobre 2024, la chaîne passe le million d’abonnés.

## Contenu
La chaîne se présente comme un petit cabinet de curiosités et aborde divers domaines scientifiques avec décalage et poésie, en s’appuyant sur des anecdotes et des comparaisons permettant d’appréhender des sujets souvent complexes. Le soin porté à l’écriture et aux animations graphiques participent à l’identité de la chaîne.
Les thématiques abordées sont diverses, avec une tendance marquée pour les sujets d’astronomie. Les fonds marins font également l’objet d’une série d’épisodes intitulée « Les Mondes du dessous », réalisée avec la journaliste et vidéaste Léa Bello et publiée en 2021.
Balade Mentale a par ailleurs collaboré avec d’autres youtubeurs scientifiques et culturels comme Manon Bril, Stupid Economics,, Astronogeek, Occulture (d) ou encore Le Sense of Wonder.